# Hochwanner
Hochwanner è la seconda montagna più elevata (2.744 m s.l.m.) della Germania.
A causa della sua posizione incastrata fra altre montagne l'Hochwanner è difficilmente accessibile e poco visibile, spesso come seconda montagna del paese viene indicato il più "visibile" Watzmann.